# Tabanus subminshanensis
Tabanus subminshanensis är en tvåvingeart som beskrevs av Chen och Xu 1992. Tabanus subminshanensis ingår i släktet Tabanus och familjen bromsar.
Artens utbredningsområde är Guizhou (Kina). Inga underarter finns listade i Catalogue of Life.